# Sadzonka

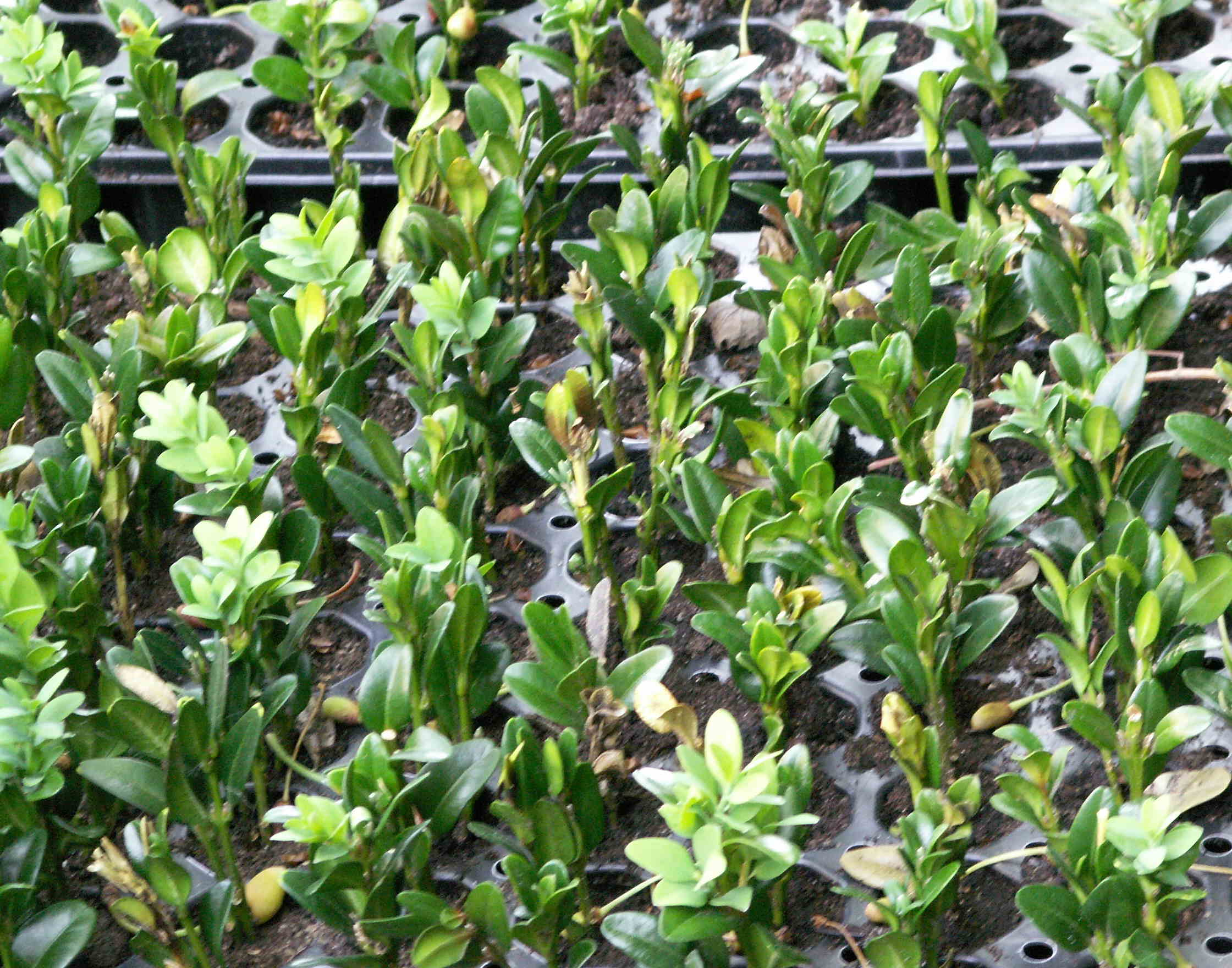
Sadzonki bukszpanu wieczniezielonego

Sadzonka, odnóżka – fragment rośliny (część pędu, korzenia, liść lub jego część), zdolny do rozrostu w nową, w pełni funkcjonalną roślinę. Stosowanie sadzonek jest jednym ze sposobów rozmnażania wegetatywnego. Sadzonkowanie jest stosowane głównie w sadownictwie i innych działach ogrodnictwa. Czasem mianem sadzonek określa się także wyjęte z gleby i przygotowane do przesadzenia w inne miejsce siewki roślin.
W zależności od materiału użytego do sadzonkowania rozróżnia się sadzonki: zielne, półzdrewniałe i zdrewniałe. W zależności od miejsca pozyskania wyróżnia się sadzonki: pędowe (w tym wierzchołkowe), korzeniowe i liściowe.
Zdrewniałe sadzonki pędowe powinny mieć zwykle ok. 15–25 cm długości. Najczęściej pozyskuje się je i wysadza jesienią, ew. wiosną – po przechowaniu w chłodnym pomieszczeniu. Podobnie postępuje się z sadzonkami korzeniowymi. Sadzonki zielne (pędowe i liściowe) wysadza się w warunkach wysokiej wilgotności powietrza i przy temperaturze ok. 25 °C. W zależności od gatunku rośliny poszczególne rodzaje sadzonek, w różny sposób ukorzenianych, dają zróżnicowane efekty.